# تاي (بوت)
تاي هو بوت دردشة يعتمد على الذكاء الاصطناعي اطلقته شركة مايكروسوفت عبر تويتر في 23 مارس عام 2016 ؛ سبب انتقادات لاذعة لشركة مايكرسوفت بعد ان بدأ البوت بنشر تغريدات عنصرية مسيئة مما اضطر مايكرسوفت لايقاف البوت بعد 16 ساعة من اطلاقه . ووفقا لمايكروسوفت فإن سبب هو هجمة ممنهجة من قبل المستخدمين لتعليم البوت اجوبة مسيئة .

## الإطلاق

### البداية
أُنشأ البوت من قبل مركز ابحاث مايكرسوفت حيث كانت (تاي) شخصية افتراضية لمراهقة أمريكية في التاسع عشر من عمرها تقوم بالدردشة مع المستخدمين الاخرين اعتمادا على الذكاء الاصطناعي لتقوم بتعليم نفسها تلقائيا من الحوارات التي تجريها مع الاخرين

### الإطلاق
اطلقت مايكرسوفت البوت (تاي) على تويتر في 23 مارس عام 2016 تحت اسم TayTweets وبأسم المستخدم @TayandYou. وكان وصف الحساب كالاتي "The AI with zero chill". تاي بدأت بالرد على مستخدمي تويتر الاخرين، وكان أيضا قادرا على التعامل مع صور ميمات الإنترنت

### التوقف
جمدت مايكرسوفت حساب تاي بعد ان قام المستخدمين بتعليم تاي الفاض قاسية وقالت مايكرسوفت ان هناك جهود ممنهجة من قبل المستخدمين لجعل تاي تتواصل بطريقة غير لائقة مع المستخدمين، فبدأ البوت بنشر تغريدات عنصرية وتمييزية واخرى مؤيدة للنازيين وغرد بتغريدات مؤيدة للرئيس الأمريكي دونالد ترمب -المرشح للرئاسة انذاك- فقامت مايكرسوفت بإيقاف تاي عن العمل وتعطيل الحساب وحذف التغريدات المسيئة متعهدة بتطوير برمجية تاي بشكل أفضل 